# Plagithmysus albertisi
Plagithmysus albertisi là một loài bọ cánh cứng trong họ Cerambycidae.